# Association Pelota Polska
Association Pelota Polska (APP) – stowarzyszenie sportowe z siedzibą we francuskim Oloron-Sainte-Marie, jest organizacją non-profit, której głównym celem działania jest propagowanie peloty baskijskiej jako dyscypliny sportowej oraz formy aktywnego wypoczynku w Polsce. Działa w zgodzie z przepisami i wymogami Międzynarodowej Federacji Peloty Baskijskiej, będąc jedyną organizacją posiadającą prawo do reprezentowania polskiej peloty baskijskiej na arenie ogólnopolskiej i międzynarodowej.
Organizacja zajmuje się promocję i rozwojem peloty baskijskiej w Polsce i poza nią. Stowarzyszenie zgłasza udział swoich członków w turniejach oficjalnych lub innych, w grach pokazowych peloty baskijskiej, aby pomóc w tej promocji. Organizacja też poszukuje partnerów finansowych, aby pomóc rozwijać działalność stowarzyszenia. 